# Ballaigues
Ballaigues is een gemeente en plaats in het Zwitserse kanton Vaud, en maakt deel uit van het district Jura-Nord vaudois. Ballaigues telt 897 inwoners.

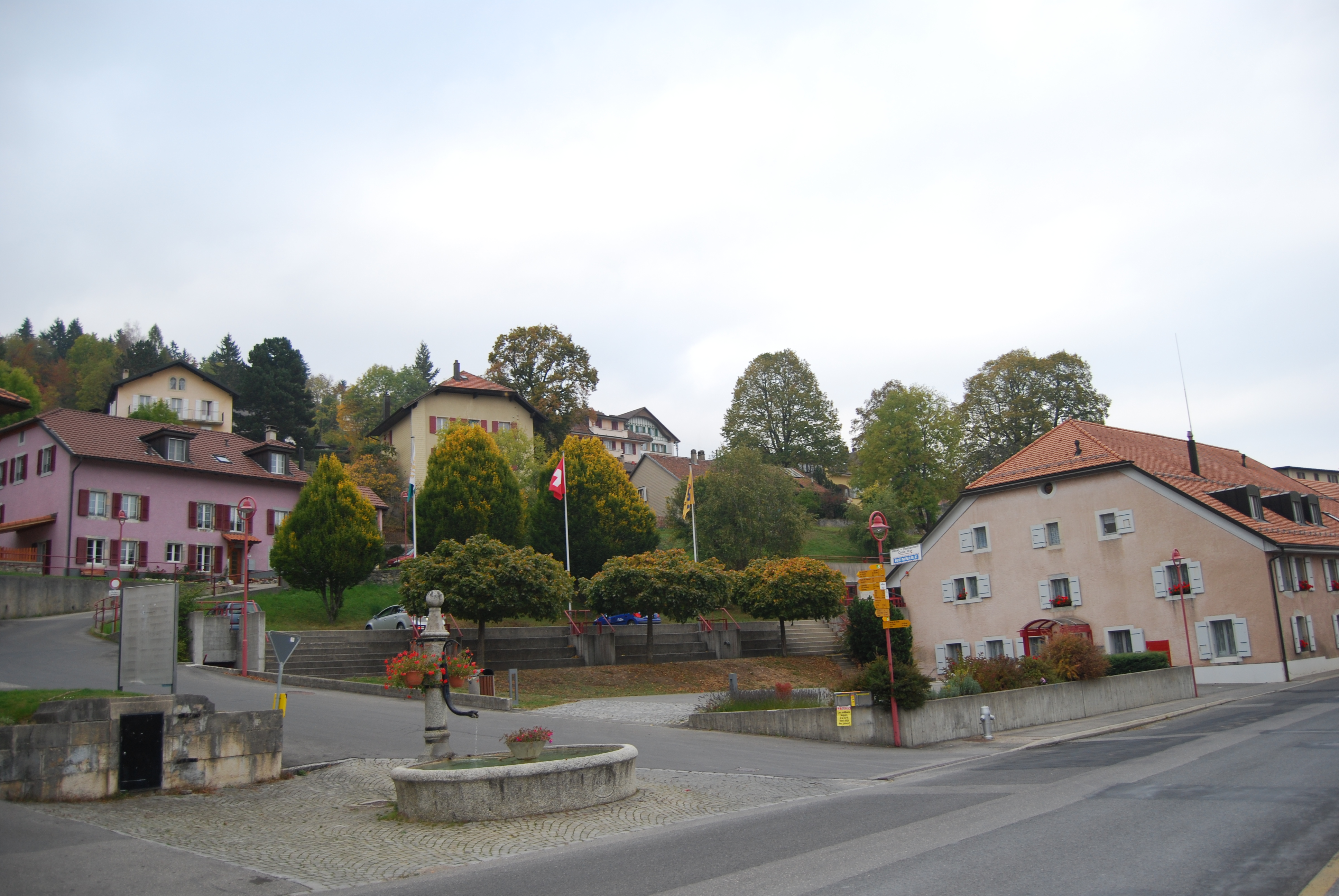
Ballaigues

## Geboren
- Paul Maillefer (1862-1929), historicus en politicus

## Overleden
- Louis Soutter (1871-1941), kunstschilder en violist